# Wichrów-Kolonia
Wichrów-Kolonia – kolonia w Polsce położona w województwie łódzkim, w powiecie łęczyckim, w gminie Łęczyca.
W latach 1975–1998 miejscowość administracyjnie należała do województwa płockiego.
Zobacz też: Wichrów